# Liga Premier de Rusia 2004
La Liga Premier 2004 fue la 13.ª edición de la Liga Premier de Rusia. Inició el 12 de marzo y finalizó el 12 de noviembre de 2004. El campeón fue el club de los Ferrocarriles Rusos, el Lokomotiv Moscú, que consiguió su segundo título de liga rusa, tras el campeonato logrado en 2002.
Los dieciséis clubes en competencia disputaron dos ruedas con un total de 30 partidos disputados por club, al final de la temporada, los dos últimos clasificados son relegados y sustituidos por el campeón y subcampeón de la Primera División de Rusia, la segunda categoría de Rusia.

## Equipos
Los clubes Uralan Elista y Chernomorets Novorossiysk, descendidos la temporada anterior, son reemplazados para este campeonato por los dos clubes ascendidos, el Amkar Perm que debuta en Liga Premier, y el segundo clasificado, el Kubán Krasnodar, que vuelve a la máxima categoría después de haber participado solo en la temporada inaugural, en la Vysshaya Liga 1992.

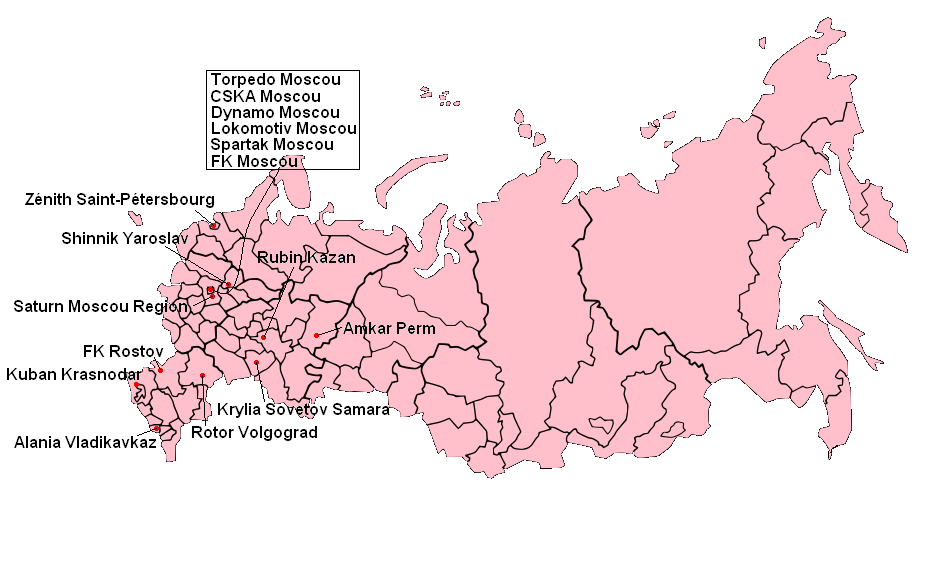
Localización de clubes de la Liga Premier 2004.

| Club                  | Ciudad          | Estadio             | Capacidad |
| --------------------- | --------------- | ------------------- | --------- |
| Alania Vladikavkaz    | Vladikavkaz     | Republicano Spartak | 32.600    |
| Amkar Perm            | Perm            | Estadio Zvezda      | 17.000    |
| CSKA Moscú            | Moscú           | Olímpico Luzhnikí   | 84.745    |
| Dinamo Moscú          | Moscú           | Estadio Dinamo      | 36.540    |
| Krylia Sovetov Samara | Samara          | Estadio Metallurg   | 33.220    |
| Kubán Krasnodar       | Krasnodar       | Estadio Kubán       | 31.650    |
| Lokomotiv Moscú       | Moscú           | Estadio Lokomotiv   | 28.800    |
| FK Rostov             | Rostov del Don  | Olimp - 2           | 15.600    |
| Rotor Volgogrado      | Volgogrado      | Central Volgogrado  | 32.120    |
| Rubin Kazán           | Kazán           | Central Kazán       | 30.133    |
| Saturn Rámenskoye     | Ramenskoye      | Estadio Saturn      | 16.726    |
| Shinnik Yaroslavl     | Yaroslavl       | Estadio Shinnik     | 19.000    |
| Spartak Moscú         | Moscú           | Olímpico Luzhnikí   | 84.745    |
| Torpedo-Metallurg     | Moscú           | Eduard Streltsov    | 13.422    |
| Torpedo Moscú         | Moscú           | Olímpico Luzhnikí   | 84.745    |
| Zenit San Petersburgo | San Petersburgo | Estadio Petrovsky   | 21.745    |

## Tabla de posiciones
- Al final de la temporada, el campeón clasifica a la Liga de Campeones de la UEFA 2005-06. Mientras que el segundo, tercer y cuarto clasificados en el campeonato clasifican a la Copa de la UEFA 2005-06.

|  |     | Equipo                | PJ | PG | PE | PP | GF | GC | DG  | PTS |
|  | --- | --------------------- | -- | -- | -- | -- | -- | -- | --- | --- |
|  | 1.  | Lokomotiv Moscú       | 30 | 18 | 7  | 5  | 44 | 19 | +25 | 61  |
|  | 2.  | CSKA Moscú            | 30 | 17 | 9  | 4  | 53 | 22 | +31 | 60  |
|  | 3.  | Krylia Sovetov Samara | 30 | 17 | 5  | 8  | 50 | 41 | +9  | 56  |
|  | 4.  | Zenit San Petersburgo | 30 | 17 | 5  | 8  | 55 | 37 | +18 | 56  |
|  | 5.  | Torpedo Moscú         | 30 | 16 | 6  | 8  | 53 | 37 | +16 | 54  |
|  | 6.  | Shinnik Yaroslavl     | 30 | 12 | 8  | 10 | 29 | 29 | 0   | 44  |
|  | 7.  | Saturn Rámenskoye     | 30 | 10 | 11 | 9  | 37 | 30 | +7  | 41  |
|  | 8.  | Spartak Moscú         | 30 | 11 | 7  | 12 | 43 | 44 | –1  | 40  |
|  | 9 . | FC Moscú              | 30 | 10 | 10 | 10 | 38 | 39 | –1  | 40  |
|  | 10. | Rubin Kazán           | 30 | 7  | 12 | 11 | 32 | 31 | +1  | 33  |
|  | 11. | Amkar Perm (A)        | 30 | 6  | 12 | 12 | 27 | 42 | –15 | 30  |
|  | 12. | FK Rostov             | 30 | 7  | 8  | 15 | 28 | 42 | –14 | 29  |
|  | 13. | Dinamo Moscú          | 30 | 6  | 11 | 13 | 27 | 38 | –11 | 29  |
|  | 14. | Alania Vladikavkaz    | 30 | 7  | 7  | 16 | 28 | 52 | –24 | 28  |
|  | 15. | Kubán Krasnodar (A)   | 30 | 6  | 10 | 14 | 26 | 42 | –16 | 28  |
|  | 16. | Rotor Volgogrado      | 30 | 4  | 10 | 16 | 28 | 53 | –25 | 22  |

- (A) Club ascendido la temporada anterior.

|  | Campeón y clasificado para la Liga de Campeones de la UEFA 2005-06 |
|  | Clasificado para la Copa de la UEFA 2005-06                        |
|  | Descendido a la Primera División 2005                              |

| Rusia                             |
| Campeón Lokomotiv Moscú 2° título |

## Máximos goleadores
| Jugador             | Club                  | Goles |
| ------------------- | --------------------- | ----- |
| Aleksandr Kerzhakov | Zenit San Petersburgo | 18    |
| Andréi Kariaka      | Krylia Sovetov Samara | 17    |
| Dmitri Sychov       | Lokomotiv Moscú       | 15    |
| Aleksandr Panov     | Torpedo Moscú         | 15    |
| Héctor Bracamonte   | FC Moscú              | 10    |
| Román Pavliuchenko  | Spartak Moscú         | 10    |
| Valeri Yésipov      | Rotor Volgogrado      | 10    |
| Olexandr Spivak     | Zenit San Petersburgo | 10    |
| Robertas Poškus     | Krylia Sovetov Samara | 9     |
| Ígor Lebedenko      | Torpedo Moscú         | 9     |
| Ígor Semshov        | Torpedo Moscú         | 9     |
| Vágner Love         | CSKA Moscú            | 9     |
| Ivica Olić          | CSKA Moscú            | 9     |
| Dmitri Kirichenko   | CSKA Moscú            | 9     |